# Fondamentale (musique)
Pour les articles homonymes, voir Basse et Fondamentale.

Fondamentale d'un accord de do majeur en rouge, doublée à l'octave.

Chacun des sept degrés de la gamme majeure peut servir de fondamentale pour un accord de trois notes : position fondamentale des accords de trois notes de la gamme de do majeur.

En harmonie tonale, la note fondamentale, ou fondamentale, est la note de base sur laquelle est construit un accord. Par exemple, un accord de trois notes, do - mi - sol, est construit sur la fondamentale do et prend le nom de cette fondamentale : c'est un accord de do majeur.
Lorsque l'accord est à l'état fondamental, la fondamentale est la note la plus grave. Au contraire, lorsque l'accord est à l'état de renversement, la fondamentale n'est plus la basse (note la plus grave).

## Fondamentale d'un accord
La fondamentale d'un accord est la note la plus basse de l'accord réduit, c'est-à-dire de l'accord mis « à l'état fondamental réduit » obtenu en abaissant les notes supérieures d'une octave jusqu'à obtenir un empilement de tierces.

## Basse mélodique
La basse désigne la note la plus grave d'un morceau de musique à chaque instant. La note de la basse peut être la fondamentale, mais pas en cas de renversement.